# Morenă

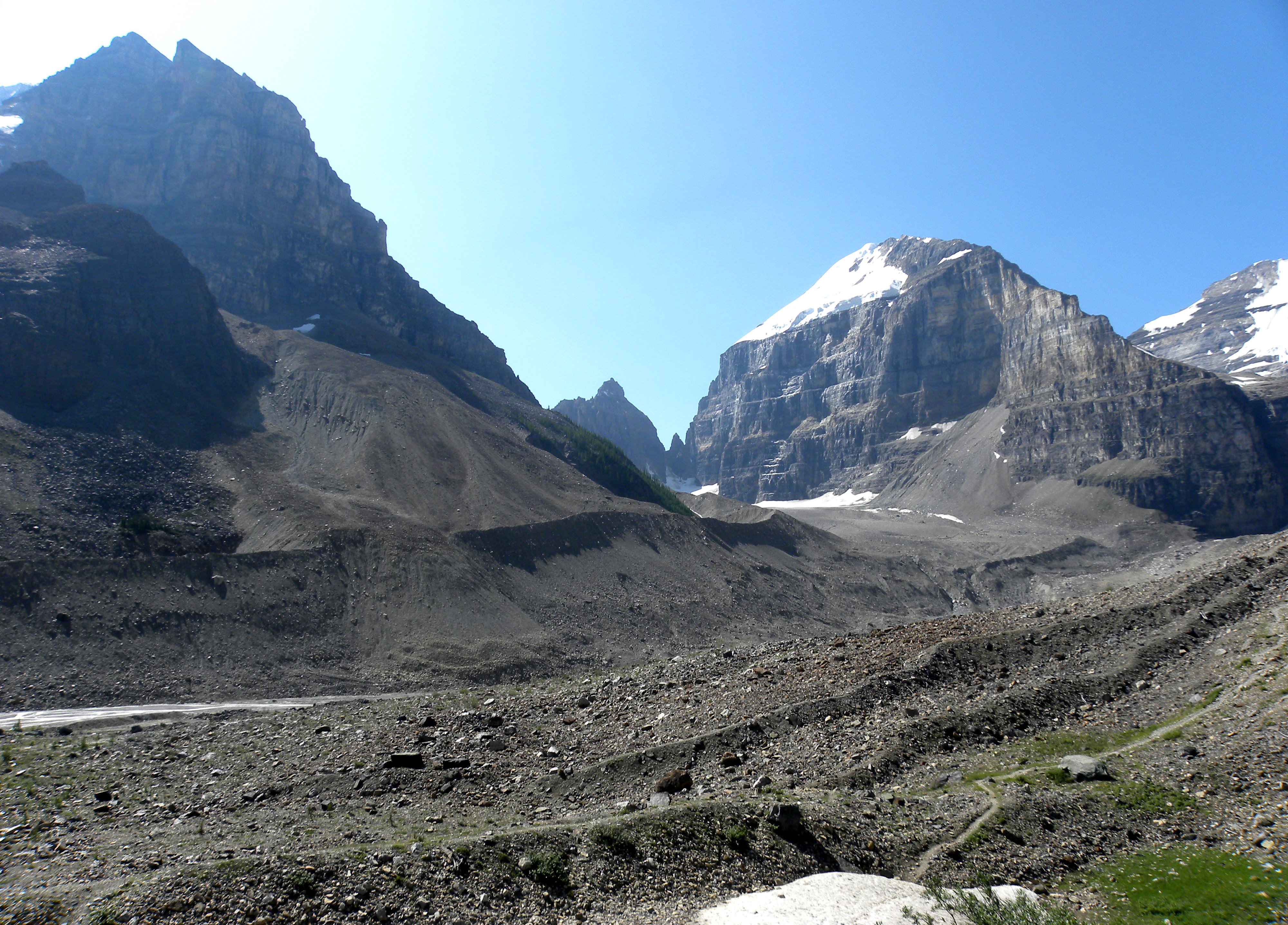
Morene sugerând curgerea fostului ghețarului precum un râu

Morenă se numește un depozit de materiale aluvionare, care se prezintă ca o grămadă de material detritic (pietriș, nisip, sfărâmături de stânci) și argilă, transportat de ghețari în alunecarea lor sau depusă de ghețari dispăruți, în locul de topire a gheții. 

## Generalități
Morenele se situează în zonele terminale sau marginale ale unui ghețar alpin. În Munții Carpați, morenele indică limita extinderii foștilor ghețari cuaternari. 
În prezența grohotișurilor, este greu de depistat o morenă de fund și una de suprafață, ce se caracterizează prin forme și alcătuiri. Singura metodă de recunoaștere a unei morene o constituie analiza petrografică a depozitelor respective și a celor din apropiere.

Circul glaciar Șureanu, situat în partea estică a vârfului cu același nume din Munții Șureanu, are două praguri (în est și în mijloc). Deasupra pragului din est se află o morenă transversală în spatele căreia s-a format Lacul Șureanu. 
Cea mai tipică morenă din Carpații Meridionali se află pe valea Soarbele, din Parcul Național Retezat.

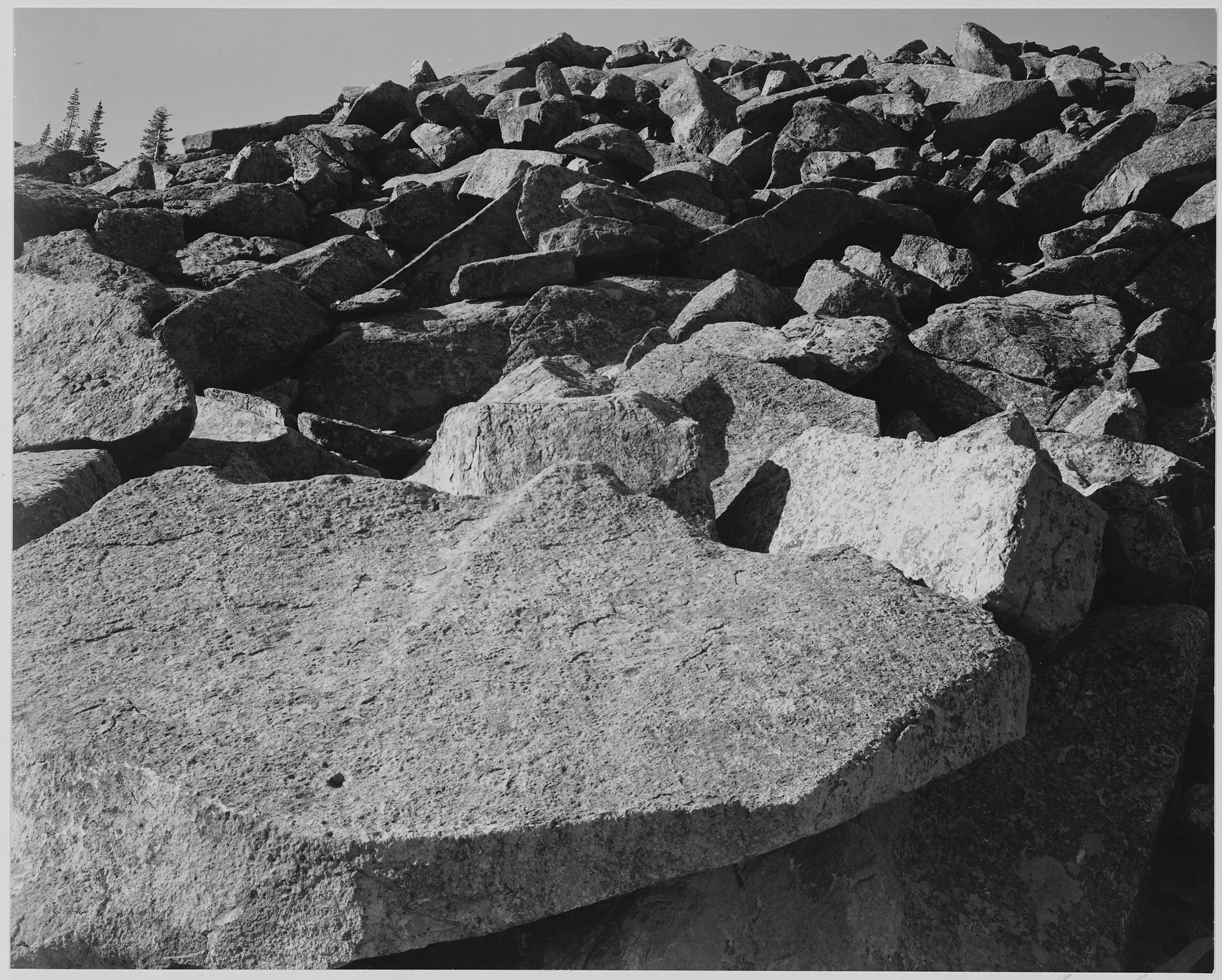
Morene fotografiate de fotograful american Ansel Adams în 1941 în Munții Stâncoși

## Articole pe teme de glaciologie
- Aisberg
- Alpii înalți
- Antarctica
- Arctica
- Ablație (fenomen)
- Balanța masei unui ghețar
- Banchiză
- Calotă glaciară
- Calotă polară
- Circ glaciar
- Climatul calotelor polare
- Criosferă
- Ecoton
- Efectul de trecere
- Efectul Massenerhebung
- Gheață
- Ghețar
- Glaciațiune
- Glaciologie
- Interglaciațiune
- Încălzirea globală
- Înzăpezire
- Lac glaciar
- Linia arborilor
- Linia ghețarilor
- Linia înghețului
- Linia de îngheț (astrofizică)
- Linia zăpezii
- Listă de țări în care ninge
- Listă de lacuri din România
- Morenă
- Nivologie
- Versant
- Sculptura în gheață
- Spărgător de gheață
- Tundră
- Tundră alpină
- Zăpadă
- Zonă de ablație
- Zonă de acumulare